# Juan Alais
Pour les articles homonymes, voir Alais.
 (octobre 2012).
Si vous disposez d'ouvrages ou d'articles de référence ou si vous connaissez des sites web de qualité traitant du thème abordé ici, merci de compléter l'article en donnant les références utiles à sa vérifiabilité et en les liant à la section « Notes et références ».
Juan Alais Moncada, alias Juan el Ingles, (né en 1844 à Buenos Aires en Argentine - mort en 1914) était un guitariste argentin.

## Biographie
Juan Alais a commencé à jouer de la guitare après la première audition de son frère Guillermo. À son retour d'un long voyage, Juan Guillermo n'a plus jamais joué en présence de son frère Juan, puisque selon lui son frère jouait mieux que lui. À l'âge de 11 ans, Juan a commencé à jouer en public et on pense qu’il a appris de lui-même la guitare.
En 1870, Juan el Ingles comme il était connu, était un professeur de guitare. Ses premières pièces ont été publiées par Carlos Schnockel dans les années 1870, et plus tard par en:Francisco Núñez. Juan a écrit et publié 87 morceaux.
Juan était l'un des deux enseignants à Gustavo Sosa Escalada. L'autre était Carlos Garcia Tolsa. À l'âge de 13 ans, Agustín Barrios Mangoré joue les pièces de Juan Alais La Perezosa et La Chinita.
de:Domingo Prat nomme Juan Alais comme le premier compositeur pour guitare d’Argentine. Abel Carlevaro et es:Julio Martínez Oyanguren ont enregistré ses œuvres.
En 1910, il a subi un accident vasculaire cérébral et est demeuré paralysé jusqu'à sa mort en 1914.